# 草刈愛美
草刈 愛美（くさかり あみ、1980年4月30日 - ）は、日本のベーシスト、DJ、作曲家。ロックバンド・サカナクションのベーシスト。東京都出身。

## 人物・来歴
1980年4月30日に東京で生まれる。幼少期から音楽教室に通い、ピアノを習っていた。ギターにも触れられる環境があり、自分の好きなように音で表現できることを楽しんでいたものの、指導を受けながらの練習は嫌いであったと語っている。バレエを習っていたこともあり、この頃はもっぱらクラシック音楽のみを聴いていた。
小学生の頃に北海道に引っ越し、引っ越した先で出会った友人と楽曲制作を行っていた。1994年、中学2年生の春にその友人と共にバンドを結成する際に初めてベースを購入した。当時のバンドではオリジナル楽曲を制作していた他、THEE MICHELLE GUN ELEPHANTなどの楽曲をコピーしていた。
大学生になる頃には、初めて結成したバンドの他にも多くのグループに所属していた他、様々なバンドのサポートメンバーとしても活動を続けた。この頃からサカナクションの前身バンド｢ダッチマン｣と対バンを行っていたため、山口・岩寺とは親交があった。
かつて所属していたバンドのうち｢札幌ハニー｣というバンドが夕張市で行われたイベントに出演した際に審査員を務めていた上田ケンジと知り合った。その後、2002年に上田がプロデュースしたコンピレーションアルバム『灰色フランネルの森』にはこのバンドの楽曲が収録されている。
2004年にはGO!GO!7188のユウが発売したソロ・アルバム『てんのみかく』の制作に二胡の奏者として参加した他、芸能事務所CREATIVE OFFICE CUEが主催するライブイベントCUE DREAM JAM-BOREEにも出演しTEAM NACSのバックで演奏した。
2006年の春、それまでのバンドでの活動が休止した時期に山口および岩寺からの誘いにより、サカナクションにサポートベーシストとして協力しはじめた。当時の正式はメンバーは山口と岩寺のみであり、先に活動を共にしていた江島、岡崎もサポートメンバーであった。
その後、ビクター傘下のレーベルBabeStar Labelからメジャーデビューの打診があり、ファーストアルバム『GO TO THE FUTURE』の本格的な制作が始まるにあたり、草刈は江島・岡崎とともにサカナクションの正式なメンバーとして加入するに至った。
2015年1月3日には一般男性との婚約および妊娠とライブ活動の一時休止を発表。同年6月5日に第一子の出産を報告した。
2025年4月25日には初のソロ・アルバム『Garden Studies』をリリースした。

## ディスコグラフィ
サカナクションとしての作品やサカナクションの一部のメンバーと制作した作品については｢サカナクションのディスコグラフィ｣を参照されたい。

### アルバム
|     | 発売日        | タイトル       | リリース形態 | レーベル                          |
| --- | ------------- | -------------- | ------------ | --------------------------------- |
| 1st | 2025年4月25日 | Garden Studies | 配信         | NF Records (Victor Entertainment) |

### 参加作品
| 発売・公開日   | 作品名                                              | 協同アーティスト・企画 | 役割         | 出典              |
| -------------- | --------------------------------------------------- | ---------------------- | ------------ | ----------------- |
| 2011年12月     | Sonic Fireworks (MAZDA 新世代デミオ TVCMバージョン) | avengers in sci-fi     | ボーカル     | [ 13 ]            |
| 2017年8月16日  | GRY                                                 | DAOKO                  | ベース       | [ 14 ] [ 広報 1 ] |
| 2020年3月4日   | 群青                                                | 神山羊                 | ベース       | [ 15 ]            |
| 2021年9月26日  | なにやってもうまくいかない                          | meiyo                  | ベース       | [ 16 ]            |
| 2022年5月4日   | Last                                                | 井澤惇                 | コーラス     | [ 17 ]            |
| 2024年1月31日  | iris / pray for peace                               | mabanua、YonYon        | ボーカルなど | [ 18 ]            |
| 2024年12月18日 | DRIFT feat. Ami Kusakari                            | 井澤惇                 | ボーカル     | [ 19 ]            |

## ライブ・イベント
サカナクションのメンバーとして出演したワンマンライブやイベントについては｢サカナクション#ライブ｣等を参照されたい。
| 開催日         | 会場             | 公演タイトル                                                       | 配信・備考・出典 |
| -------------- | ---------------- | ------------------------------------------------------------------ | --- |
| 2010年6月4日   | STUDIO COAST     | NEXUS ANNEXUS                                                      | 山口と共にDJとして出演した |
| 2010年9月17日  | cube garden      | MoASIBI brix                                                       | DJとして出演した |
| 2010年11月12日 | STUDIO COAST     | NEXUS ANNEXUS                                                      | 山口と共にDJとして出演した |
| 2019年8月19日  | 代官山UNIT       | 世武裕子presents united #1                                         | 世武裕子主催のライブイベントに江島と共に出演した                                                                                |
| 2024年4月4日   | BLUE NOTE PLACE  | よんよんの日 with Shin Sakaino Band                                | 2日目の公演のみゲストボーカルとして出演                                                                                         |
| 2024年4月29日  | P.O.南青山ホール | ウカブオト 〜Superposition〜 by kyoka + 草刈愛美（サカナクション） | 会場の開業を記念した公演。この公演で制作された楽曲はおよそ一年後に草刈の1stアルバム『Garden Studies』として配信リリースされた。 |

### バンド公式・所属事務所・関係者による告知
1. ↑  “江島啓一、草刈愛美がDAOKOの楽曲に参加”. サカナクション公式サイト.   サカナクション (2017年12月20日). 2021年10月12日時点のオリジナルよりアーカイブ。2021年10月12日閲覧。

### TOKYO FM『SCHOOL OF LOCK!』の放送後記
1. ↑  “「リモート『一問一郎！』」”. サカナLOCKS!. 10 July 2020. JFM. TOKYO FM. 2020年11月1日時点のオリジナルよりアーカイブ. 2025年4月30日閲覧.
2. ↑  “「副担任、江島＆草刈先生が登場 『バンド部』」”. サカナLOCKS!. 9 July 2012. JFM. TOKYO FM. 2022年4月4日時点のオリジナルよりアーカイブ. 2025年4月30日閲覧.
3. ↑  “「『サカナクション カルトクイズ』開催！！」”. サカナLOCKS!. 12 June 2020. JFM. TOKYO FM. 2020年11月1日時点のオリジナルよりアーカイブ. 2025年4月30日閲覧.
4. ↑  “草刈愛美先生、出産おめでとうございます！＆サカナクション全国ツアーの開催を発表!!”. サカナLOCKS!. 11 June 2015. JFM. TOKYO FM. 2023年7月31日時点のオリジナルよりアーカイブ. 2025年4月30日閲覧.

### 書籍
- 有泉智子「サカナクション(取材:鹿野淳)」『MUSICA』第03巻第02号、FACT、2009年2月15日、16 - 23頁、ASIN B001P10X1Y。
- 有泉智子「COVER STORY サカナクション白書 『kikUUiki』全曲解説&山口一郎サカナ前史(取材:鹿野淳)」『MUSICA』第04巻第05号、FACT、2010年4月15日、12 - 33頁、ASIN B003ANS8EY。
- サカナクション 著、魚図鑑編纂委員会、企画編集部 編『魚大図鑑』平林奈緒美、伊東総研、JVCケンウッド・ビクターエンタテインメント、2018年3月28日。VIZY-491。
- 萩原じいの「FEATURED BASSISTS 2 草刈愛美 サカナクション *約6年ぶりのアルバムで見せた、ベーシストとしての進化とは?」『ベース・マガジン』第33巻第08号、リットーミュージック、2020年8月1日、24 - 31頁、ASIN B07T3JQ4BT。
- 橋詰知明「FEATURED BASSISTS 1 草刈愛美 サカナクション *新作『kikUUiki』を泳ぎ回る絶妙プレイに注目せよ!」『ベース・マガジン』第24巻第04号、リットーミュージック、2010年4月1日、12 - 25頁、ASIN B003ALBX3O。